# Buizingen
Buizingen est une section de la ville belge de Hal située en Région flamande dans la province du Brabant flamand. C'était une commune à part entière avant la fusion des communes de 1977. Cette section de Hal fut le théâtre d'une catastrophe ferroviaire le 15 février 2010.

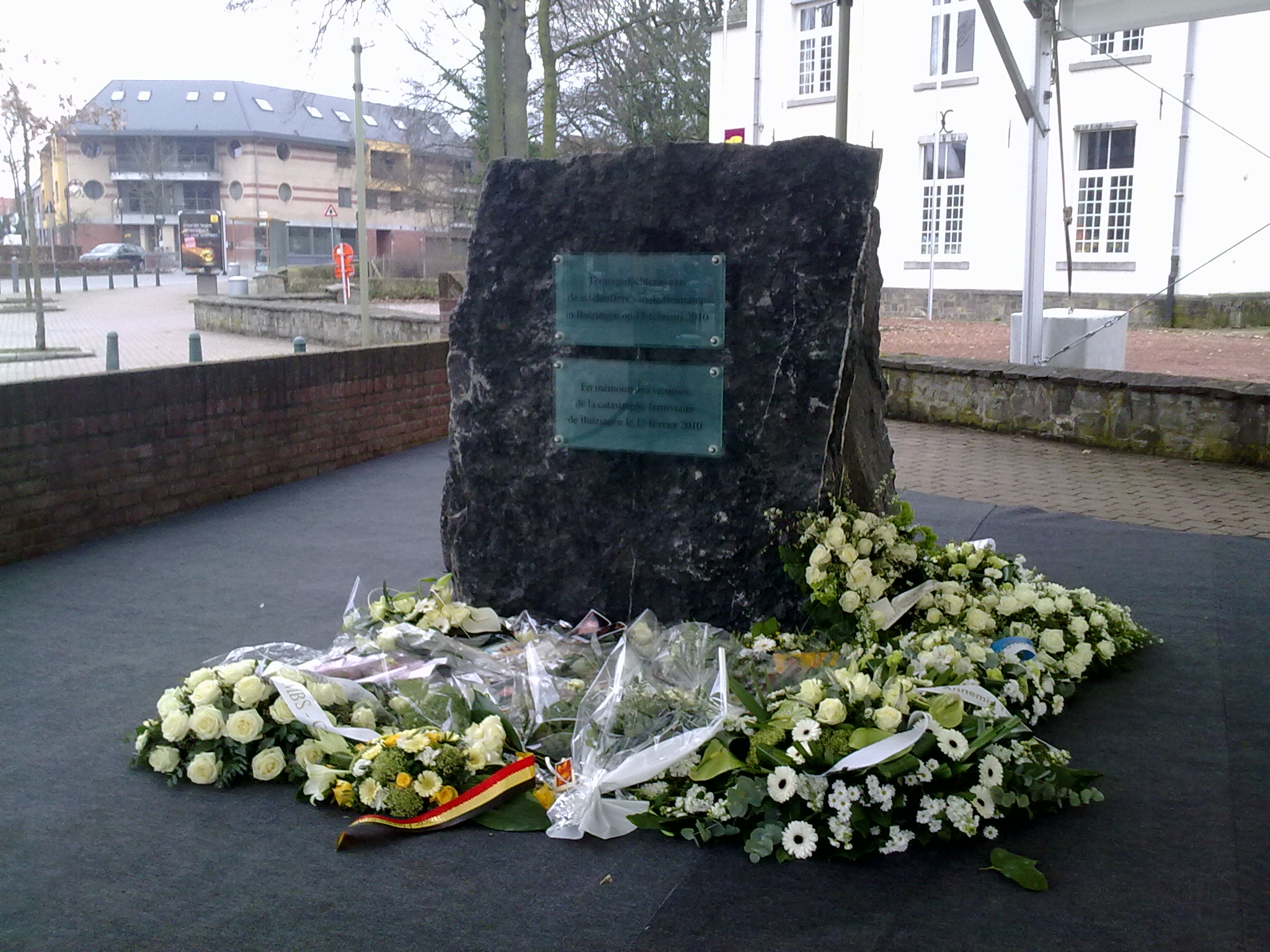
Le monument aux victimes de la collision ferroviaire le jour de son inauguration (12 février 2011)

## Démographie

### Évolution démographique
- Sources : INS, Rem. : 1831 jusqu'en 1970 = recensements, 1976 = nombre d'habitants au 31 décembre[2].

## Personnalités liées
- Marcel De Sutter (1922-2011), ingénieur belge y est né.